# 그레이스 밴딘
그레이스 밴딘(Grace Van Dien, 1996년 10월 15일 ~ )은 미국의 배우, 트위치 스트리머이다.

## 출연 작품

### 텔레비전
- 그린하우스 아카데미 (2017-19) - 브룩 오스먼드 역
- 더 빌리지 (2019) - 케이티 캠벨 역